# 圣瓦利耶 (孚日省)
圣瓦利耶（法語：Saint-Vallier，法語發音：[sɛ̃ valje] ⓘ）是法国大東部大區孚日省的一个市镇，属于埃皮纳勒区。

## 地理
圣瓦利耶（48°16'45"N, 6°18'54"E）面积4.44 平方千米，位于法国大東部大區孚日省，该省份为法国东北部内陆省份，北起默兹省和默尔特-摩泽尔省，西接上马恩省，南至上索恩省和贝尔福地区省，东临上莱茵省和下莱茵省。
与圣瓦利耶接壤的市镇（或旧市镇、城区）包括：布克西埃奥布瓦、弗里宗、勒涅。

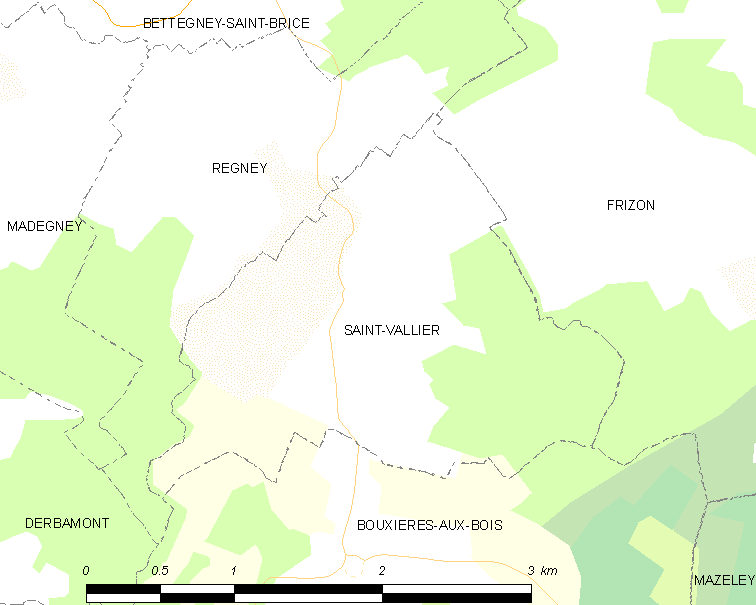
的OSM定位图

圣瓦利耶的时区为UTC+01:00、UTC+02:00（夏令时）。

## 行政
圣瓦利耶的邮政编码为88270，INSEE市镇编码为88437。

## 政治
圣瓦利耶所属的省级选区为沙尔姆县。

## 人口

1962-2008年间人口变化图示

圣瓦利耶于2022年1月1日时的人口数量为100人。